# Linda Bakker
Linda Bakker (Rustemburg, 13 de febrer de 1993) és una futbolista neerlandesa que juga com a migcampista al València CF de la Primera Divisió.

## Trajectòria
Bakker va jugar com a juvenil al SC Dynamo, SVW '27 i VV Reiger Boys. La temporada 2009-10 va representar el darrer club a la Hoofdklasse, abans de fitxar per l'AZ Alkmaar de l'Eredivisie per a la temporada 2010-11. El 2011 va passar un temps a la Universitat Loyola Marymount i va jugar a futbol universitari per als Loyola Marymount Lions. Va començar com a titular als 20 partits i feu 2 gols en el seu primer any.
El 2012 Bakker va fitxar per l'AFC Ajax, que s'havia format per unir-se a la recentment constituïda BeNe League. Després de dos temporades, va passar a l'SC Telstar, on va passar tres temporades. El 2017 Bakker va tornar a l'Ajax. Va unir-se al València CF el juliol de 2021.
A nivell juvenil, Bakker va jugar sis vegades amb la selecció holandesa de futbol sub-17, marcant un gol, i 13 vegades amb la selecció holandesa de futbol sub-19, marcant cinc gols.